# Szigetszentmiklós
Szigetszentmiklós (deutsch: Nigglau) ist eine Stadt im ungarischen Komitat Pest. Sie liegt südlich von Budapest auf der Insel Csepel in der Donau und umfasst unter anderem den Sender Lakihegy. Erstmals urkundlich erwähnt wurde Szigetszentmiklós 1264, die Stadtrechte erhielt es 1986.

## Namensgebung
Der Name besteht im Wesentlichen aus zwei Teilen: Sziget steht im Ungarischen für Insel, womit die Csepel gemeint ist, und Szent Miklós steht für Sankt Nikolaus, den Schutzpatron der Stadt. Auch der deutsche Name Nigglau ist eine Abwandlung von Nikolaus.

## Demographie
2003 bestand die Bevölkerung von Szigetszentmiklós zu 91,3 % aus Ungaren, 0,6 % Deutschen, 0,6 % Slowaken, 0,5 % Roma, 0,2 % Bulgaren und 0,1 % Ukrainern.
35,9 % der Gesamtbevölkerung waren römisch-katholisch, 2,2 % griechisch-katholisch, 21,4 % calvinistisch, 1 % evangelisch-lutherisch, 20,7 % religionslos, 2,1 % Sonstiges.

## Partnerstädte
Zurzeit hat Szigetszentmiklós mit acht Städten Partnerschaften geschlossen:
| Die Städtepartnerschaften | Die Städtepartnerschaften | Die Städtepartnerschaften         | Die Städtepartnerschaften | Die Städtepartnerschaften |
| ------------------------- | ------------------------- | --------------------------------- | ------------------------- | ------------------------- |
|                           | Haukipudas                | Finnland                          | 1992                      |                           |
| -                         | Gheorgheni                | Rumänien                          | 1996                      |                           |
|                           | Busko-Zdrój               | Polen                             | 2003                      |                           |
| -                         | Specchia                  | Italien                           | 2003                      |                           |
|                           | Steinheim                 | Deutschland (Nordrhein-Westfalen) | 2003                      |                           |
|                           | Gorna Orjachowiza         | Bulgarien                         | 2004                      |                           |
| -                         | Kočani                    | Nordmazedonien                    | 2004                      |                           |
|                           | Sveti Martin na Muri      | Kroatien                          |                           |                           |

## Persönlichkeiten
- 1939 wurde der Künstler János Nádasdy hier geboren.[2]